# Glossogobius bicirrhosus
Glossogobius bicirrhosus là một loài cá nước ngọt thuộc chi Glossogobius trong họ Cá bống trắng. Loài cá này được mô tả lần đầu tiên vào năm 1894.

## Từ nguyên
Từ định danh bicirrhosus được ghép bởi hai âm tiết trong tiếng Latinh: bi ("hai") và cirrhosus ("xoăn, cong"), hàm ý đề cập đến hai râu cá ngắn nhưng dày, hình tam giác nhô ra từ cằm của loài này.

## Phân bố
G. bicirrhosus có phân bố tập trung ở vùng Đông Ấn - Tây Thái, bao gồm Sri Lanka, quần đảo Andaman, Thái Lan (bờ biển Andaman), Philippines, Indonesia (Java, Sulawesi và Tây New Guinea), Papua New Guinea, đông bắc Úc đến Palau và Fiji, ngược lên phía bắc đến phía nam đảo Đài Loan.
Loài này sống trên nền cát, sỏi và bùn, thường được tìm thấy ở vùng nước lợ (lạch triều và cửa sông), đôi khi cũng xâm nhập vào dòng nước ngọt.

## Mô tả
Chiều dài cơ thể (dài chuẩn: SL) lớn nhất được ghi nhận ở G. bicirrhosus là 9 cm.